# Jabbah
Jabbah (nu Scorpii) is een meervoudig stersysteem in het sterrenbeeld Schorpioen (Scorpius). Het omvat onder andere een type B subreus.
Het systeem staat in een reflectienevel en stofwolk.